# Estádio

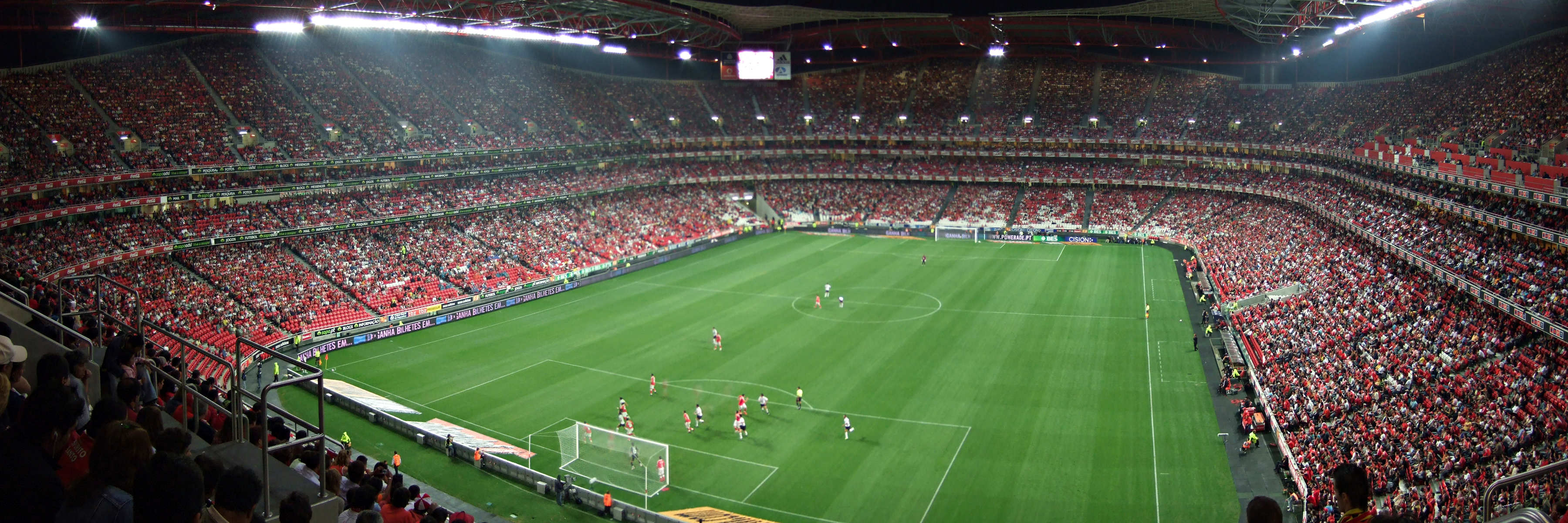
Estádio da Luz, Lisboa, Portugal.

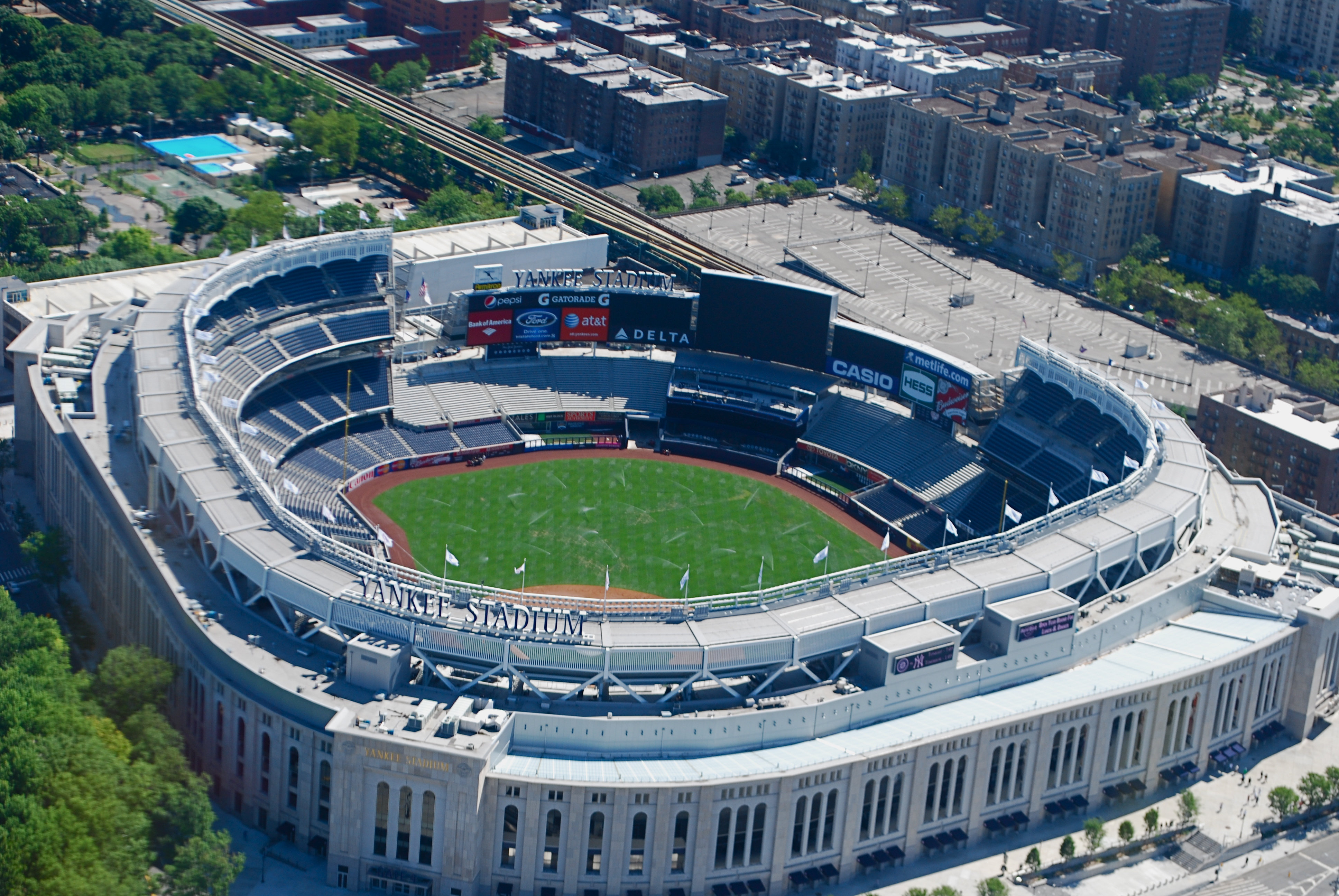
Yankee Stadium em Nova Iorque, estádio de beisebol.

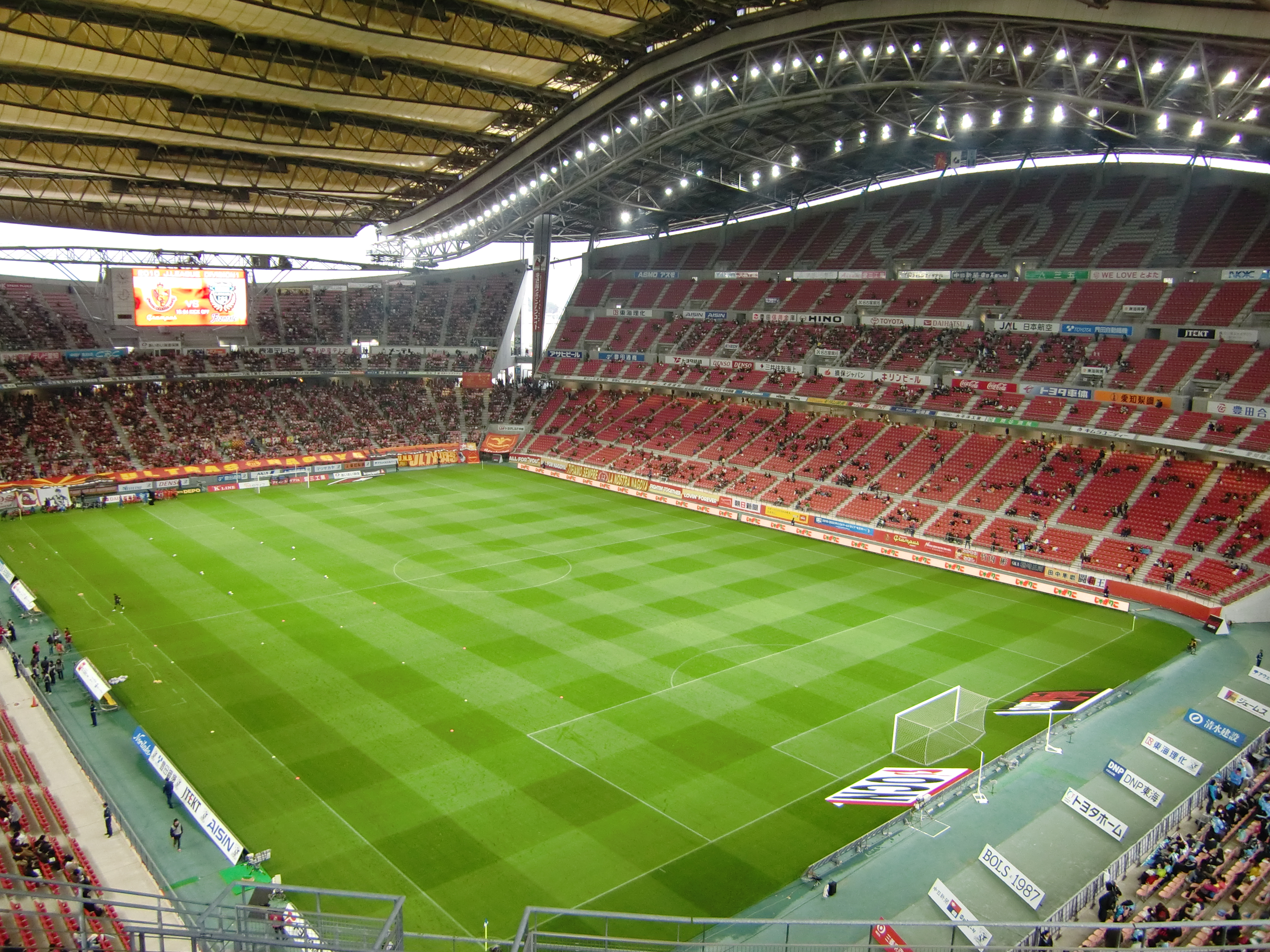
Toyota Stadium, estádio com teto retrátil.

Estádio é uma construção voltada principalmente para a realização de esportes que requerem grandes espaços, como futebol, beisebol ou atletismo. Em um estádio também são realizados grandes eventos, como espetáculos de música e cerimônias de abertura ou encerramento de eventos esportivos como os Jogos Olímpicos, uma vez que seu tamanho permite a concentração de um grande público.
Assim como o anfiteatro, o estádio está entre as formas arquitetônicas que preservam, há quase três mil anos, sua estrutura básica e a finalidade a que se destinava originalmente. Os estádios modernos não diferem fundamentalmente da concepção grega antiga: uma grande construção destinada à realização de competições esportivas e outros espetáculos, com lugares para os espectadores em arquibancadas que contornam os campos de provas. 
A palávra estádio vem do grego stadion (στάδιον), uma unidade de medida equivalente a aproximadamente 180m de comprimento, a unidade romana possuía aproximadamente 185m de comprimento.

## História

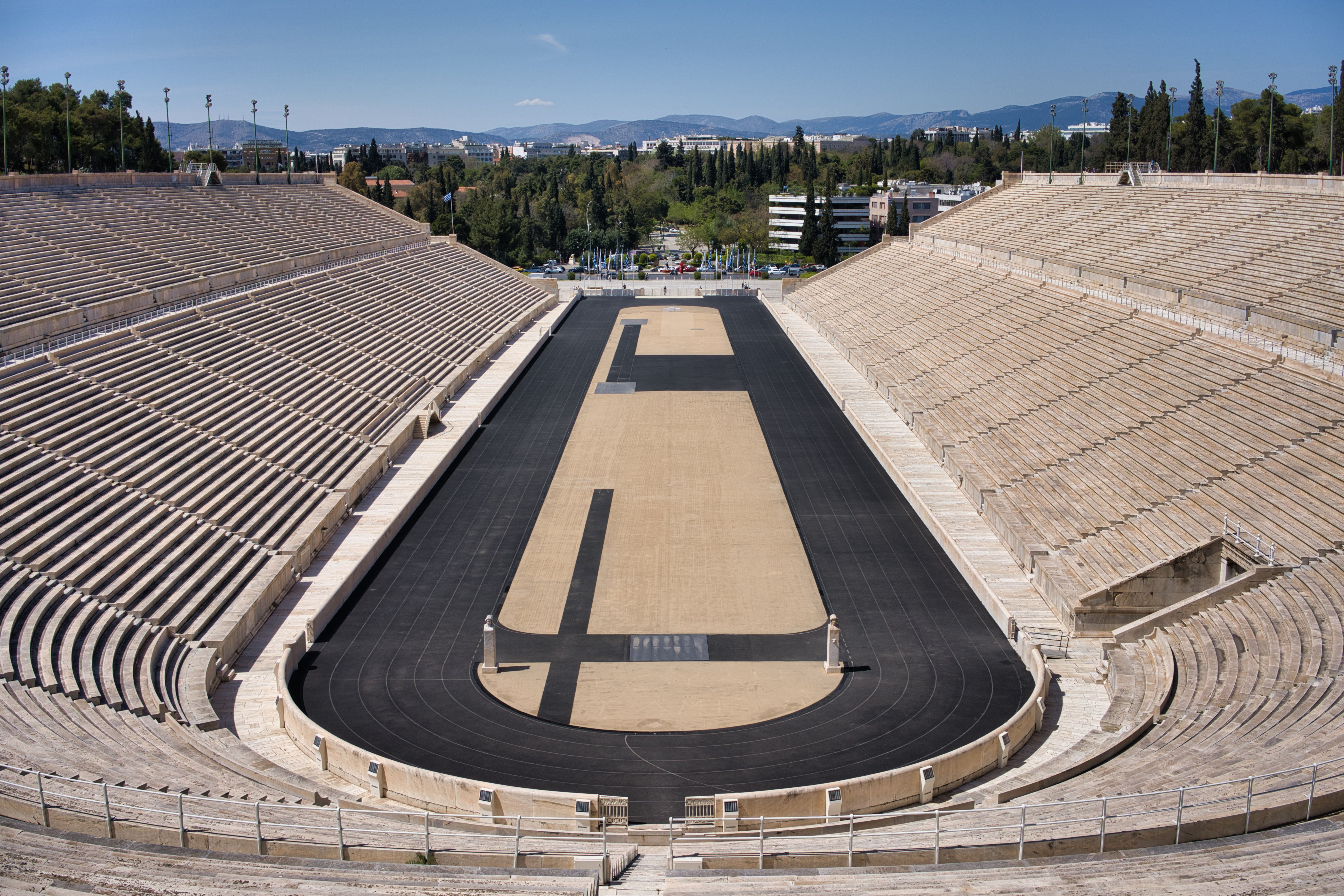
Estádio Panathinaiko em Atenas, construído originalmente em 566 A.C.

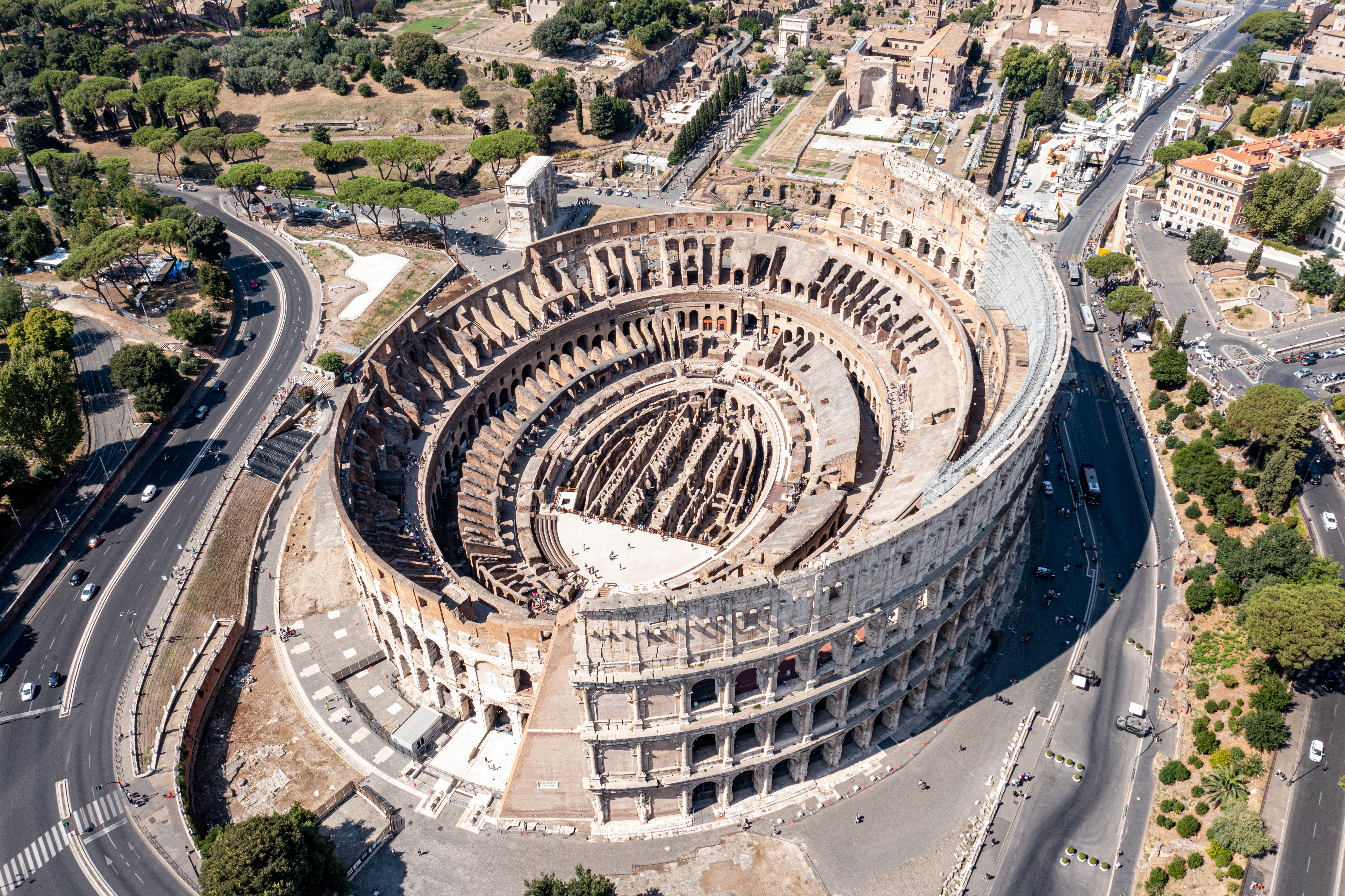
O Coliseu de Roma, construído entre 70 e 80 A.C.

Os primeiros estádios gregos eram longos e estreitos, com forma de ferradura, e foram por vezes construídos junto de um morro, como em Tebas, Epidauro e Olímpia, local dos Jogos Olímpicos, iniciados ali no século VIII a.C.
O formato do estádio grego foi copiado pelos romanos, que construíram dois tipos: o circo e o anfiteatro. O primeiro foi a versão romana do hipódromo, mais alongado que a ferradura e destinado às corridas de carros puxados por cavalos. Já o anfiteatro era fechado por todos os lados e destinava-se às lutas de gladiadores. Depois da queda de Roma, o anfiteatro sobreviveu durante algum tempo, até que a decadência das cidades fez desaparecer os espetáculos a que eram destinados. Passaram-se quase dois mil anos antes que a forma fosse revivida, mas em proporções muito menores, para os torneios medievais.

### Estádios modernos

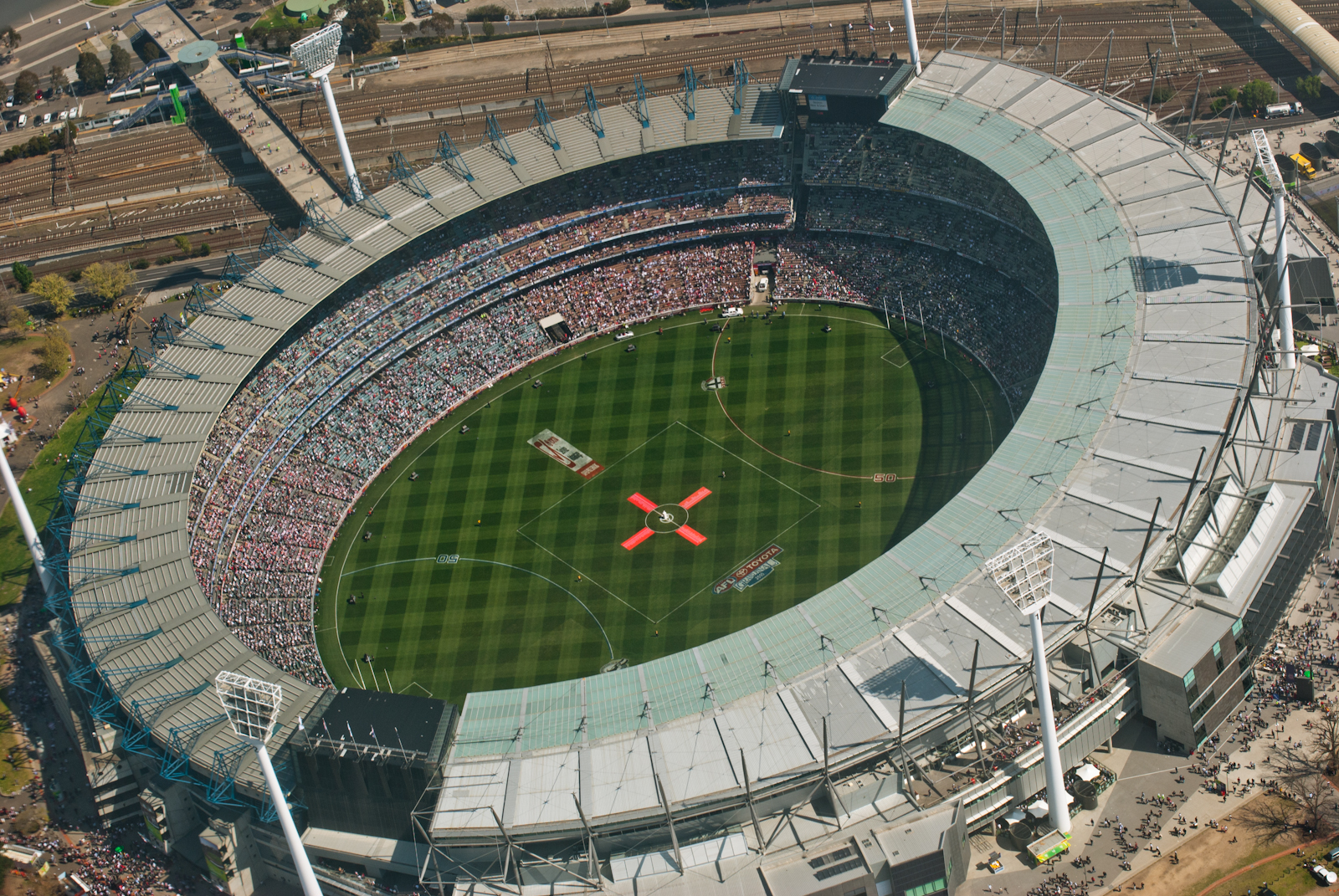
O Melbourne Cricket Ground, construído em 1854.

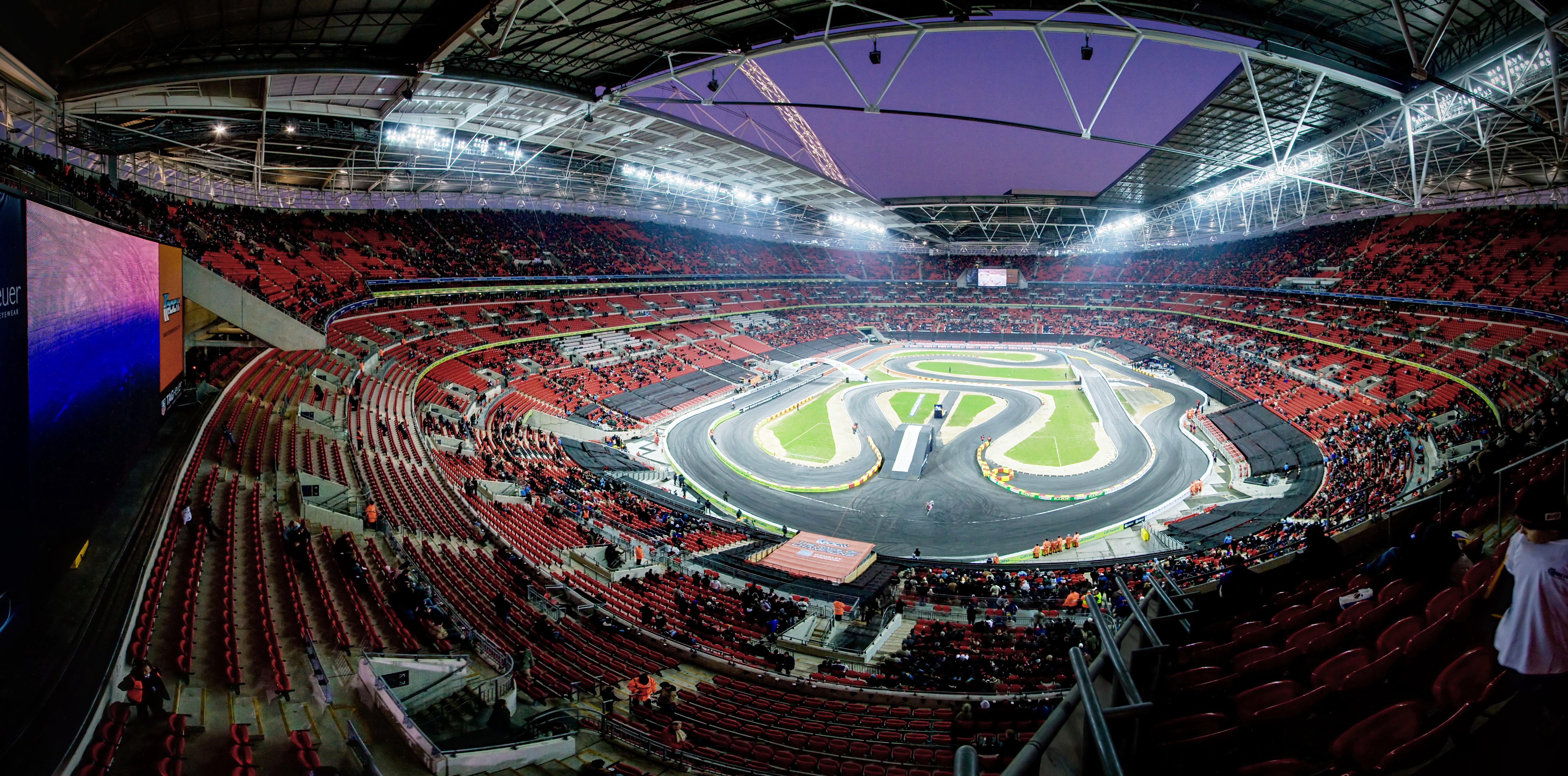
Estádio de Wembley adaptado para evento de automobilismo.

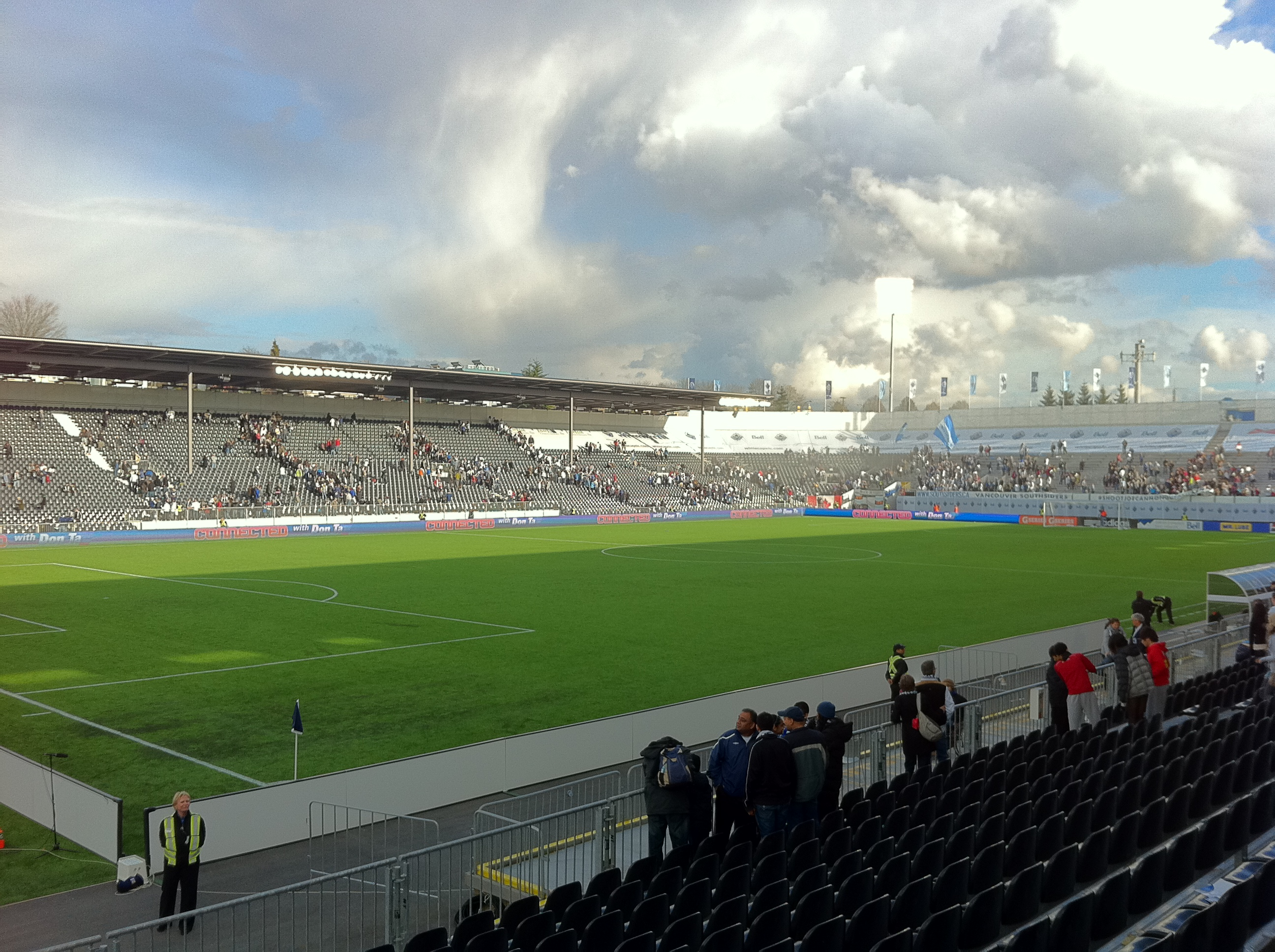
O Empire Field foi um estádio temporário com capacidade para mais de 20 mil espectadores construído em 111 dias.

O reaparecimento dos esportes de massa, com o crescimento das cidades no século XIX levou a construção de vários estádios pelo mundo, dentre os mais antigos se destacam o Melbourne Cricket Ground na Austrália construído em 1854, o Lansdowne Road na Irlanda construído em 1872 e o Anfield no Reino Unido construído em 1884.
A retomada dos Jogos Olímpicos em 1896, levou à construção de muitos estádios. O destinado à primeira olimpíada moderna, em 1896 em Atenas, comportava 66.000 pessoas sentadas e foi uma reconstituição do antigo estádio de mármore levantado por Herodes Ático em 143 da era cristã. Desde então, os Jogos Olímpicos têm sido importante fator de desenvolvimento do estádio moderno, pois as cidades que organizam a competição geralmente constroem um estádio para o evento.
Na primeira metade do século XX foram construídos estádios em várias cidades do mundo. Destaca-se o gigantesco estádio de ginástica em Praga, o das Espartaquíadas, inaugurado em 1934, que continua sendo o maior do mundo para outros esportes que não o futebol. Para esse esporte, o maior do mundo atualmente é o Rungnado May Day Stadium em Pyöngyang na Coreia do Norte com capacidade para 150 000 espectadores.

## No Brasil

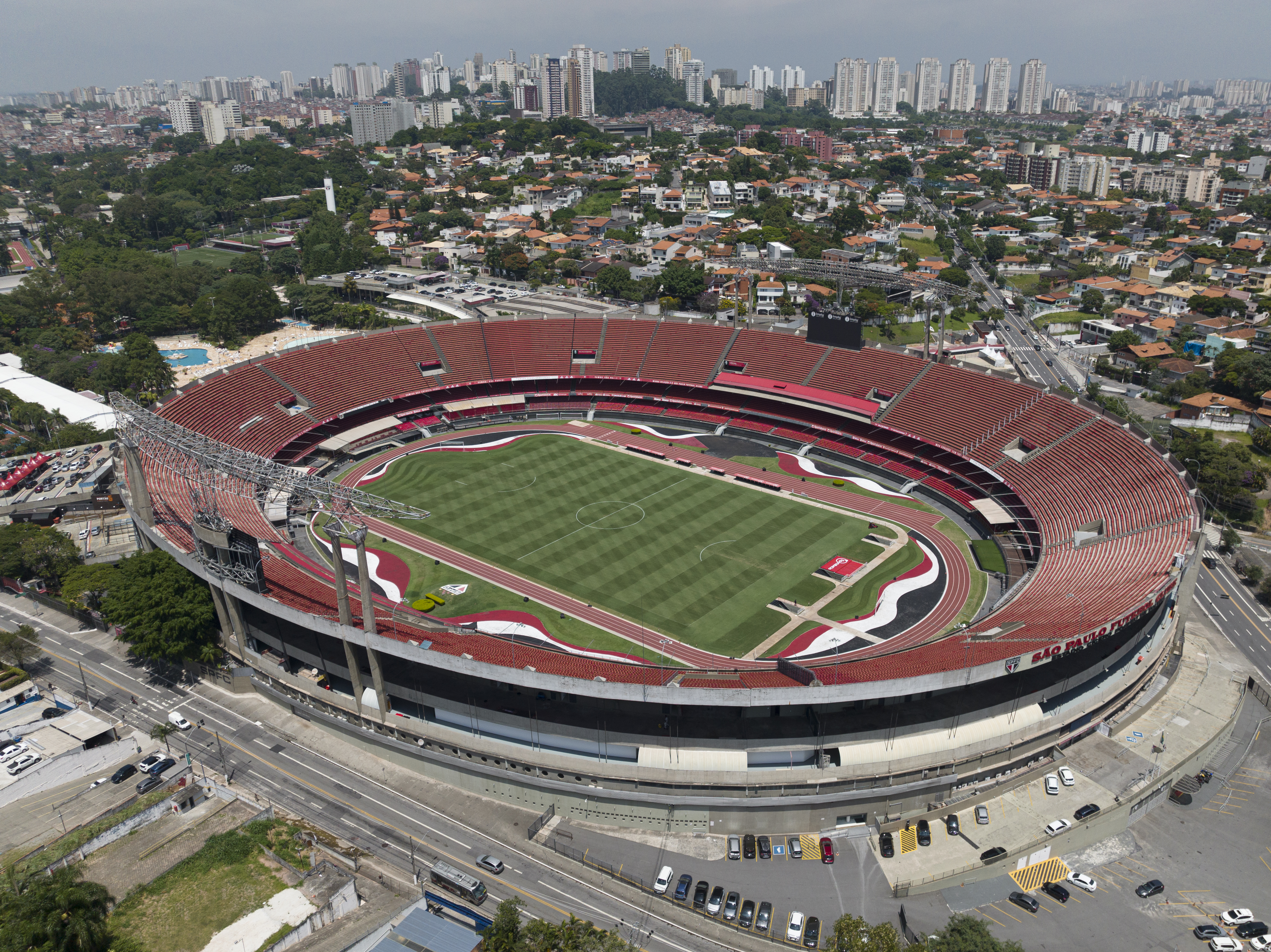
Estádio do Morumbi, o maior estádio privado do Brasil.

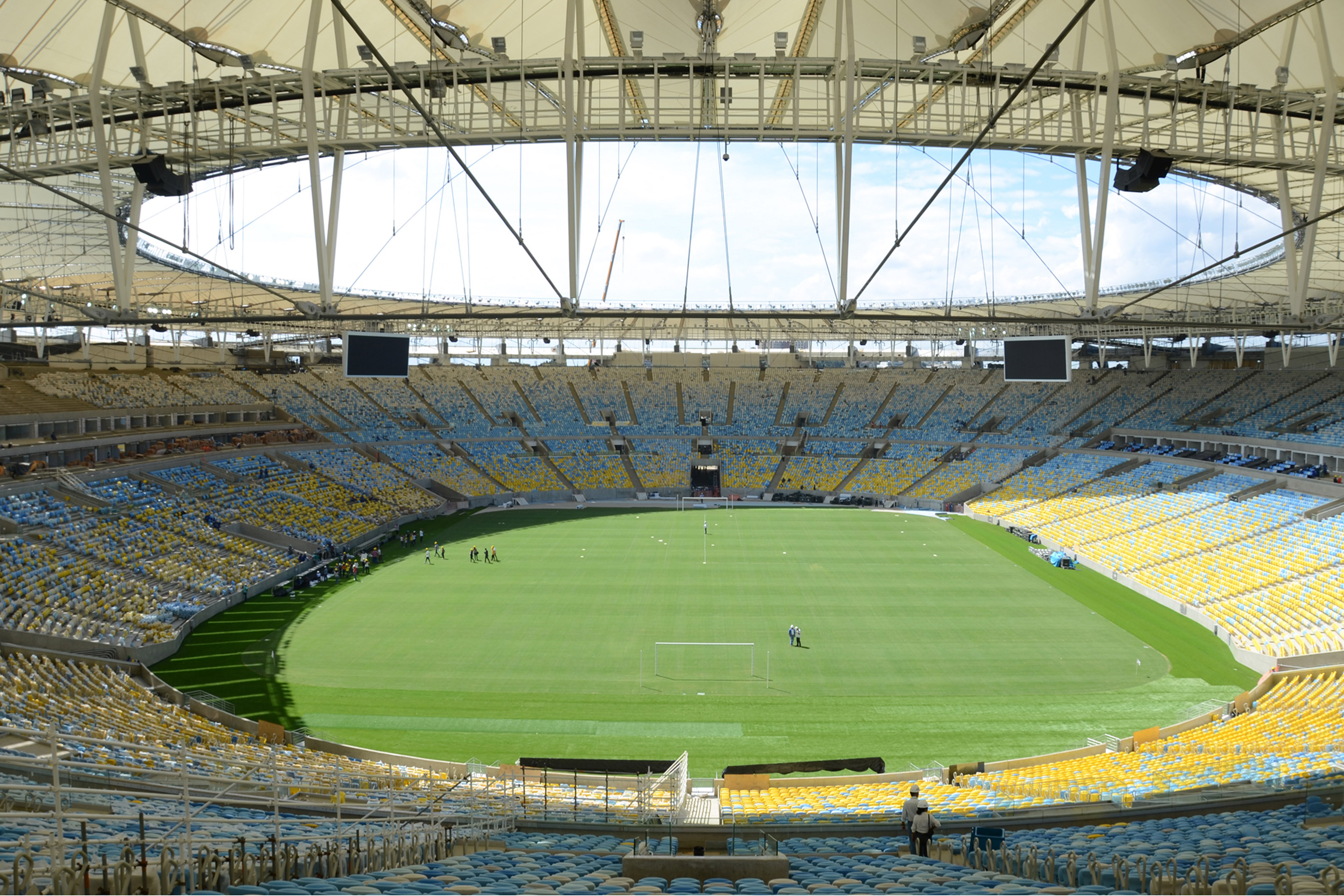
Estádio do Maracanã, o maior estádio do Brasil.

No Brasil, os estádios tem a principal função de receber partidas de futebol ou outros esportes, dependendo do evento. Porém, também costumam receber grandes turnês de shows nacionais e internacionais. Os maiores estádios brasileiros são: o Maracanã, no Rio de Janeiro, o Morumbi, em São Paulo, o Estádio Nacional Mané Garrincha, em Brasília, o Mineirão, em Belo Horizonte e o Beira-Rio, em Porto Alegre. Vários estádios de todo o país, que pertencem as cidades-sedes escolhidas para a Copa do Mundo FIFA de 2014, passaram por projetos e reformas, para as adaptações exigidas pela FIFA, para abrigarem o evento.